# Nakba
 (août 2025).
Cet article concerne l'utilisation du terme « Nakba ». Pour l'événement que ce terme désigne généralement, voir Exode palestinien de 1948.

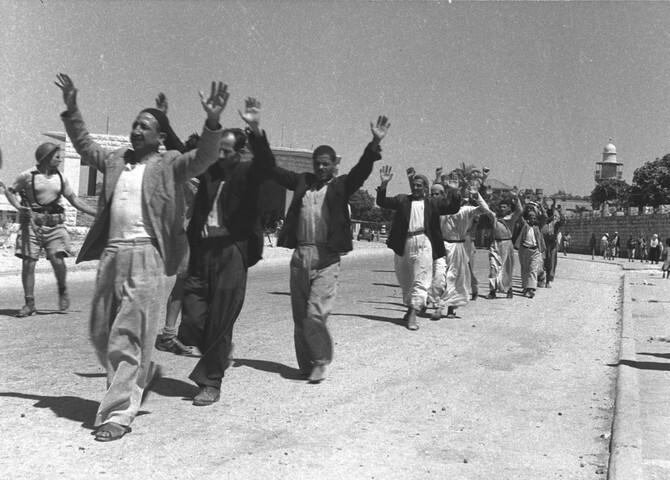
Palestiniens détenus lors de l'expulsion de Ramle, juillet 1948

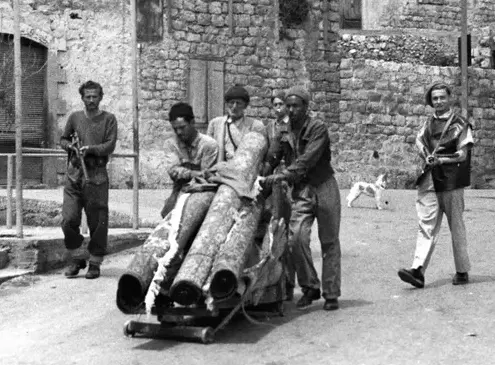
Palestiniens de Haïfa expulsés par des membres armés de la Haganah.

Le terme arabe « Nakba » (en arabe : نَكْبَة, nakba) signifie « catastrophe » ou « désastre ». De nos jours, il désigne généralement la défaite des pays arabes lors de la première guerre israélo-arabe et l'exode palestinien de 1948. Cette acception du mot remonte à Constantin Zureik. Le terme a même pris le sens de « mère de toutes les catastrophes ». Longtemps présentée comme un départ volontaire des Palestiniens, la Nakba est un ensemble de fuites causées par la peur, d’expulsions forcées, de massacres, en plus des défaites militaires arabes ; elle est pour de nombreux auteurs, à la suite d’Ilan Pappé, un nettoyage ethnique, consubstantiel du projet sioniste.
La Nakba a eu des effets politiques, culturels et psychologiques majeurs dans l'ensemble du monde arabe. Le mot « Nakba » est parfois aussi utilisé pour décrire ces effets. On parle alors de la « Nakba continuelle ».
Le souvenir de la Nakba joue un rôle important dans le monde arabe. Elle est commémorée chaque année le 15 mai, jour de la Nakba. Par ailleurs, certains dirigeants autoritaires et mouvement islamistes font appel au désir de venger la Nakba pour justifier la lutte armée contre Israël.
En Israël, l'utilisation du terme est interdite dans les manuels scolaires depuis 2009,.

## Apparition du terme
Avant son usage pour désigner un évènement précis, nakba signifie en arabe « catastrophe, désastre, calamité, fléau, sinistre ».
Avant la création de l'État d'Israël, le mot « nakba » a eu une autre signification. Constantin Zureik, intellectuel syrien qui a popularisé le terme dans son acception contemporaine, explique que nakba se référait communément à la bataille de Maysalun qui opposa, en 1920, l’armée française à la révolte arabe menée par Faysal (qui deviendra Faysal Ier, roi d’Irak) et qui ouvrit la route de Damas aux troupes françaises.
La première utilisation authentifiable du terme Nakba pour désigner les évènements de 1948 est le fait d’Israël. En juillet 1948, l’aviation israélienne jette des tracts aux villageois de Tirat Haifa qui refusaient de quitter leurs maisons : « Si vous voulez échapper à la Nakba, éviter un désastre, une inévitable extermination, rendez-vous ». Dans la version originale de l’article, Eitan Bronstein précise que la version en hébreu du tract traduit Nakba par Shoah.

## Concept

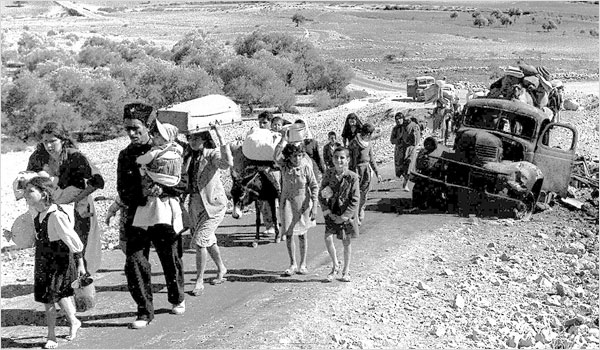
Réfugiés palestiniens lors de l'exode de 1948.

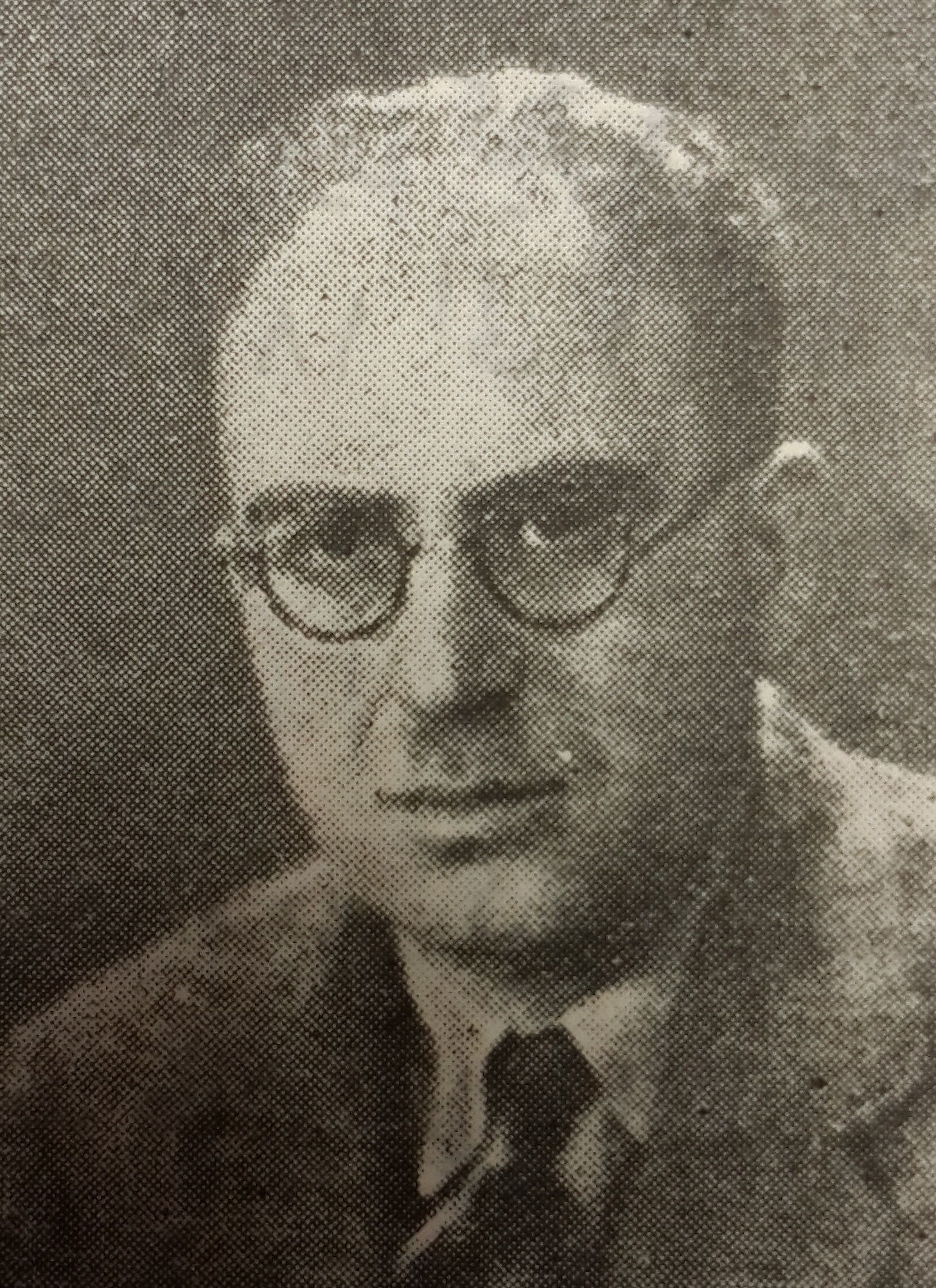
L'historien syrien Constantin Zureiq, théoricien de la Nakba.

Le terme est popularisé dans son sens actuel de « catastrophe pour le peuple palestinien » par Constantin Zureik, intellectuel syrien, de religion grecque orthodoxe. En juillet 1948, alors que le nettoyage ethnique de la Palestine est en cours, il écrit Ma'an Nakba (en arabe : La signification de la catastrophe) dans un hôtel de Broummana près de Beyrouth. Le livre est un grand succès, réédité plusieurs fois et traduit en anglais. Il estime que la guerre va bien au-delà de l’expulsion du peuple palestinien et d’une défaite militaire pour les pays arabes : elle déstabilise le Moyen-Orient. Il appelle à une révolution culturelle modernisatrice et laïque pour répondre à cette crise civilisationnelle. Cet ouvrage participe aux fondements du nationalisme arabe,.
Pour Constantin Zureik, la Nakba est l’échec des armées arabes dans leur objectif d’empêcher la création d'Israël, afin d’éviter la partition du territoire palestinien (bien plus que le déplacement forcé des Palestiniens et l’impossible retour) ; la lutte contre Israël ne pourra être gagnée « tant que les Arabes restent figés dans leurs conditions actuelles. » Il écrit :

« La défaite des Arabes en Palestine n’est pas une calamité passagère ni une simple crise, mais une catastrophe (Nakba) dans tous les sens du terme, la pire qui soit arrivée aux Arabes dans leur longue histoire pourtant riche en drames. »

Cette catastrophe n’affecte pas seulement la Palestine, mais promet des impacts importants sur l’ensemble du monde arabe. Constantin Zureik défend donc la consolidation du nationalisme arabe comme seul rempart possible, et estime que de profondes transformations sont ainsi nécessaires au sein de la société arabe pour espérer gagner la bataille contre Israël. Ses idées modernistes inspirées des mouvements intellectuels occidentaux, caractérisent le mouvement nationaliste arabe.
Le 19 novembre 1948, Nathan Alterman écrit le poème Al-Zot (à propos de ceci) qui décrit un massacre de Palestiniens. Il est publié dans Davar. La cruauté des soldats d’Israël est aussi décrite par S. Yizhar dans plusieurs de ses œuvres

## Évènements
Les évènements justifiant un tel concept sont nombreux.
Rada Yafi rappelle l’ampleur du terrorisme sioniste et les dizaines de massacres dont sont victimes les civils commis tant par le groupe Stern, l’Irgoun, la Haganah et le Palmach, les milices paramilitaires sionistes, que par les forces de défense d'Israël qui leur succèdent et dont les symboles sont les massacres de Deir Yassin et de Tantoura.
Israël a minimisé et dissimulé la réalité des faits, les présentant comme une simple émigration volontaire. La violence des faits qui ont permis la création d'Israël est le sujet de Par le feu et le sang, de Charles Enderlin. Sir Gérald Kaufmann, député britannique un moment sioniste, estime qu’« Israël est né du terrorisme juif ». Le Dr Gabor Maté, rescapé de la Shoah et spécialiste des traumatismes, a cessé d’être sioniste car Israël est né de l’« extirpation, l’expulsion et le massacre des populations locales ».

## La «Nakba continuelle»
En 2011, l’écrivain libanais Elias Khoury propose une relecture critique de l’ouvrage fondateur de Constantin Zureik :

« Ce qu’il n’avait pas compris à l’époque, c’est que la Nakba n’est pas un événement mais un processus. Les confiscations de terres n’ont jamais cessé. Nous vivons toujours dans l’ère de la Nakba. »

Cette Nakba continue est appelée al-nakba al-mustamirrah en arabe : elle concerne aussi bien le processus de confiscation continue et prolongé des terres et des biens matériels, que la destruction encore en cours de l’identité palestinienne.

## Usage du mot dans le monde arabe

### Commémoration

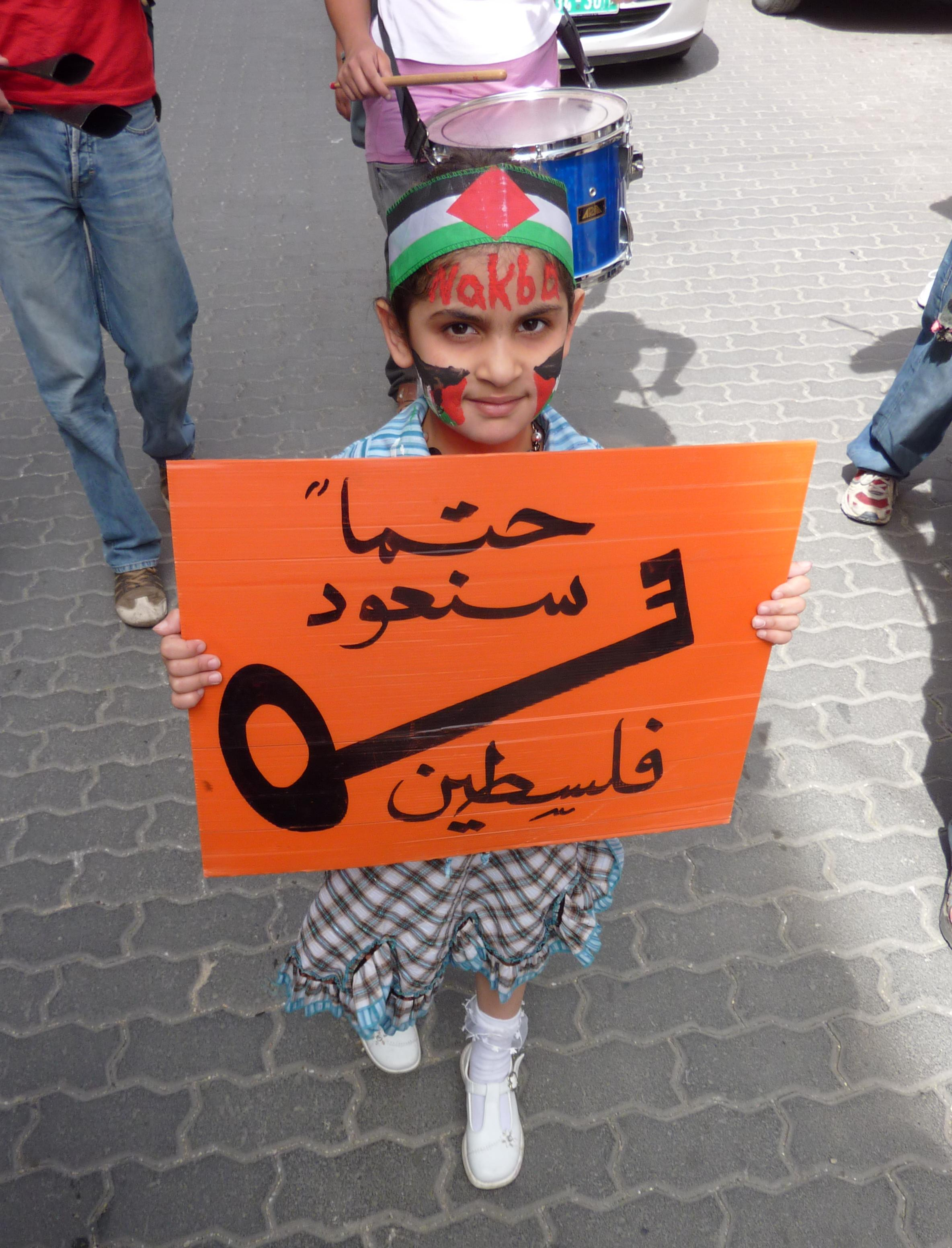
Le « jour de la Nakba», une fillette à Hébron.

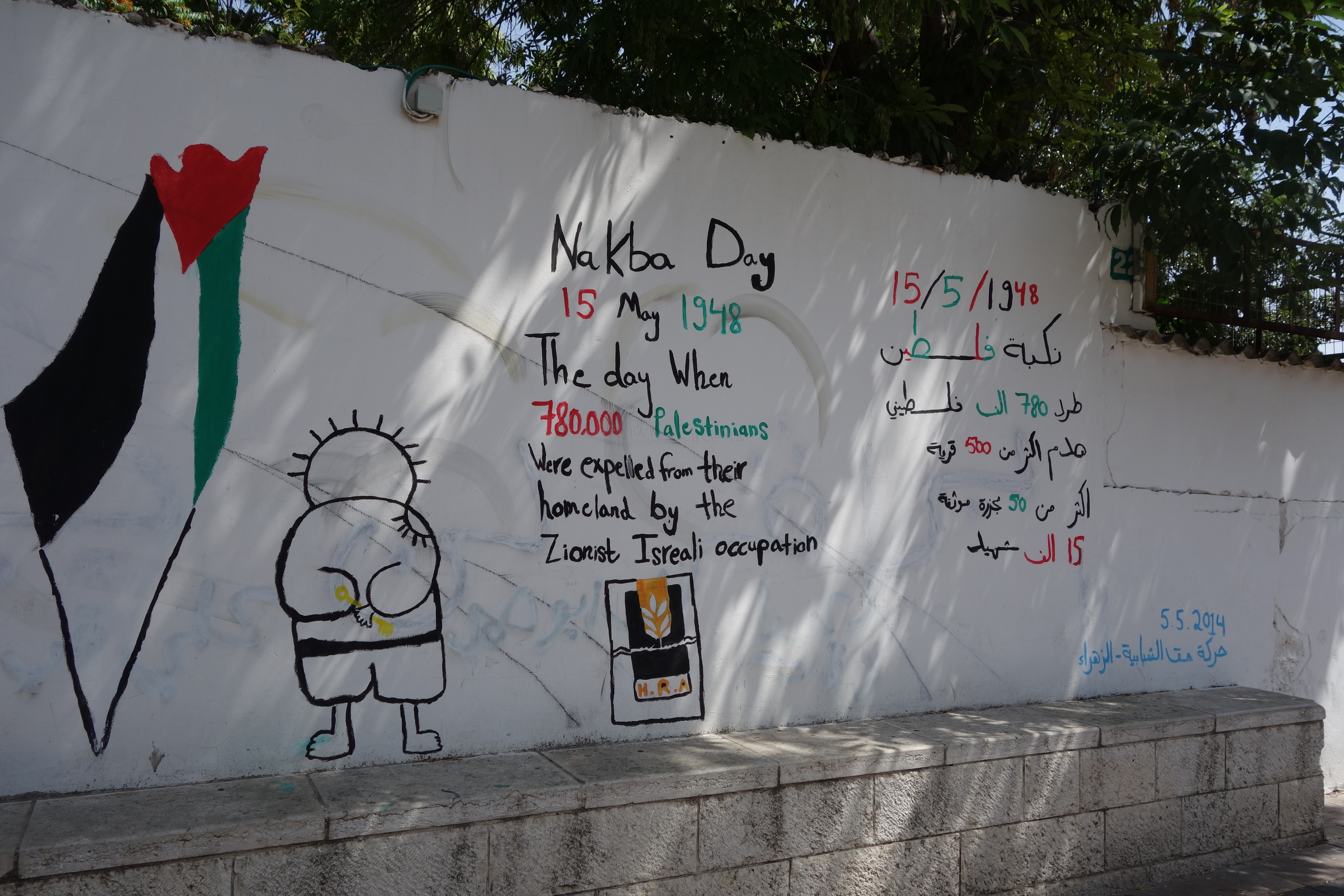
Graffiti sur un mur de Nazareth en Israël.

La « journée de la Nakba » est une commémoration des événements de 1948 qui ont mené à la défaite arabe et au déplacement de la population palestinienne. Elle est généralement célébrée le 15 mai, le jour suivant la déclaration d'indépendance de l'État d'Israël. Le jour de l'indépendance d'Israël est fêté vers la même période de l'année.

### Justification de la lutte contre Israël
Des dirigeants arabes autoritaires (Saddam Hussein, Hafez el-Assad, Mouammar Kadhafi), des mouvements islamistes font appel au désir de venger la Nakba pour justifier la lutte armée visant à éliminer Israël.

## Usage du mot en Israël

### Situation légale
Selon Akram Belkaïd, « En Israël, la législation interdit l’usage du mot "Nakba" dans les manuels scolaires. La criminalisation de sa commémoration est régulièrement suggérée par des responsables politiques ».

### Ouvrages historiques
- Joseph Algazy et Dominique Vidal, Le péché originel d'Israël : l'expulsion des Palestiniens revisitée par les « nouveaux historiens » israéliens, Éditions de l'Atelier, 2002, 222 p. (EAN 9782708236158)
- ’Arif Al-Arif, The Disaster: the Disaster of Jerusalem and the Lost Paradise 1947-1952 (en anglais : Le Désastre : le désastre de Jérusalem et le Paradis perdu. 1947-1952, Al-Nakba : Nakbat Bayt al-Maqdis Wal Firdaws al-Mafqud), Beyrouth-Sidon : Al-Maktaba al-’Asriyya, 1958-1960, 6 volumes
- Ilan Pappé (trad. Paul Chemla), Le nettoyage ethnique de la Palestine, La fabrique éditions, 2024, 396 p. (ISBN 2358722804, présentation en ligne)
- Constantine Zurayk, The Meaning of the Disaster (en anglais : Le Sens du désastre, Ma’na al-Nakba)

### Œuvres littéraires
- S. Yizhar, Khirbet Khizeh, 1949. Roman israélien sur l’injustice de la Nakba

### Articles
- « Une Nakba en continu », dossier d’articles du site Orient XXI